# 이와사키촌 (후쿠시마현)
이와사키촌(磐崎村)은 후쿠시마현 이와키군에 설치되었던 촌이다.

## 역사
- 1889년 4월 1일 - 정촌제 시행에 의해 이와사키군 11개촌의 구역을 가지고 성립하였다.
- 1896년 4월 1일 - 군 통합에 의해 이와키군이 성립하여 소속이 변경되었다.
- 1954년 3월 31일 - 유모토정에 편입해 동일 이와사키촌은 폐지되었다.

## 교통

### 철도
일본국유철도 조반선통과했지만 역은 소재하지 않았다. 가장 가까운 역은 유모토역이다.

### 도로
- 국도 제6호선

현재는 구촌역에 조반자동차도 이와키 유모토 나들목, 유노다케 파킹 에어리어(하행선)가 소재하고 있지만, 당시에는 미개통

## 참고문헌
- 가도카와 일본 지명 대사전 7 福島県